# クルシュコ
クルシュコ（Krško (発音 [ˈkə́ɾʃkɔ] ( 音声ファイル); ドイツ語: Gurkfeld)）は、スロベニアの市。クルシュコ原子力発電所が所在し、クロアチアに電力を供給している。